# Рудня (Дубровский район)
Рудня — деревня в Дубровском районе Брянской области, в составе Пеклинского сельского поселения. Расположена в 5 км к юго-западу от деревни Мареевка. Население — 6 человек (2010).
Возникла около 1930, названа по одноимённой речке (приток Надвы); первоначально располагалась на другом её берегу и несколько западнее. До 2005 года входила в Мареевский сельсовет.
| Годы      | 1979 | 1989 | 2002 | 2010 |
| --------- | ---- | ---- | ---- | ---- |
| Население | 61   | 39   | 19   | 6    |